# 土橋亭里う馬 (10代目)
十代目 土橋亭 里う馬（どきょうてい りゅうば、1948年9月16日 - ）は、埼玉県岩槻市出身の落語家。本名∶帯津 和夫。落語立川流所属。出囃子は『都囃子』。立川談志没後に落語立川流の代表を務めた。

## 経歴
1967年3月、七代目立川談志に入門。前座名「談十」を名乗る。立川談志に初めて入門した直系弟子であり、談志一門における事実上の総領弟子でもある。
1972年11月に柳家さん喬、五街道雲助、柳家さん治、金原亭駒三、三遊亭梅生、三遊亭楽松と共に二ツ目に昇進、「立川談十郎」と改名。
1981年9月に林家九蔵、柳家さん八、柳家小袁治と共に真打昇進。十代目土橋亭里う馬を襲名。談志直系の弟子の真打昇進者1号となった。1983年、師匠と共に落語協会を脱退。落語立川流所属となる。
2011年11月21日に里う馬の師匠である談志が死去したことに伴う落語立川流の新体制の発表で、総領弟子である里う馬が2012年6月7日より落語立川流の新代表（談志一門の代表者）となる。代表として談志没後から10年以上一門の中心となり談志遺族や他演芸団体などとの関係を良好に保ち続けた。2024年1月に代表を辞任、後任は立川志の輔。

## 芸歴
- 1967年3月 - 七代目立川談志に入門、前座名は「談十」。
- 1972年11月 - 二ツ目に昇進、「談十郎」と改名。
- 1981年9月 - 真打昇進、「十代目土橋亭里う馬」を襲名。
- 1983年 - 師匠と共に落語協会を脱退、落語立川流所属となる。

## 役職
- 2012年6月～2024年1月 ∶落語立川流代表

## 人物
- 新派俳優の紅貴代と学校（どの段階かは不明）で同級生だった。

## 出演

### 映画
成人映画『くいこみ海女 乱れ貝』『温泉芸者 湯船で一発』『宇能鴻一郎の伊豆の踊子』に出演している（いずれも「三遊派宗家」の藤浦敦が監督）。